# Lijst van vorsten in het Duitse Keizerrijk
Dit is een lijst van koningen, groothertogen, hertogen en vorsten die regeerden over de bondslanden van het Duitse Keizerrijk (1871-1918). Boven hen stond de koning van Pruisen als Duits Keizer.
Ter volledigheid is op deze lijst bij elke eerste vorst het jaar van troonsbestijging gemeld, ook als dat vóór het ontstaan van het Duitse Keizerrijk in 1871 was.
Zie ook: Lijst van vorsten in de Duitse Bond.

## Koningen

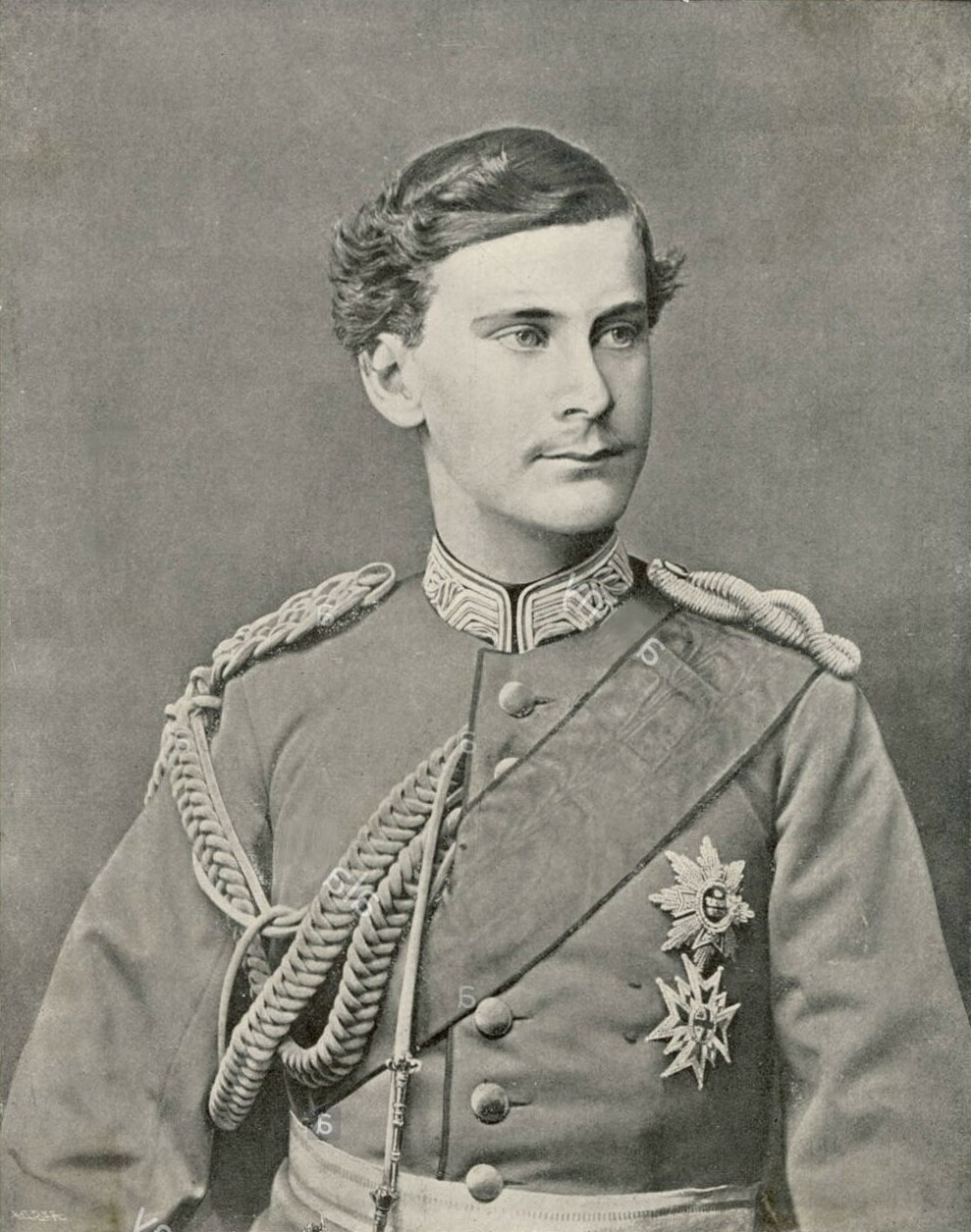
Otto I, koning van Beieren

### Pruisen(Hohenzollern)
- 1860-1888: Wilhelm I
- 1888: Frederik III
- 1888-1918: Wilhelm II

### Beieren(Wittelsbach, liniePalts-Birkenfeld)
- 1864-1886: Lodewijk II
- 1886-1913: Otto
  - 1886-1912: Luitpold (regent namens Otto)
  - 1912-1913: Lodewijk (III) (regent namens Otto; sinds 1913 koning)
- 1913-1918: Lodewijk III

### Saksen(Wettin)
- 1854-1873: Johan
- 1873-1902: Albert
- 1902-1904: George
- 1904-1918: Frederik August III

### Württemberg

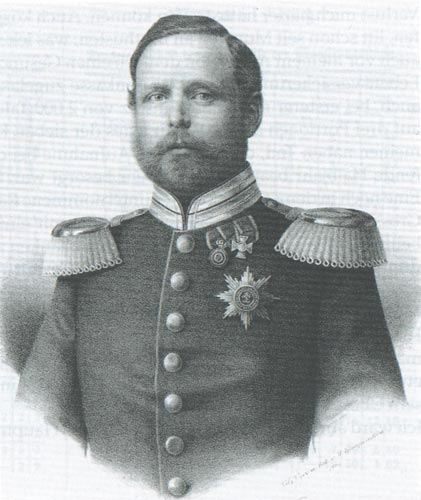
Peter II, groothertog van Oldenburg

- 1864-1891: Karel I
- 1891-1918: Willem II

## Groothertogen

### Baden(Zähringen)
- 1856-1907: Frederik I
- 1907-1918: Frederik II

### Hessen-Darmstadt
- 1848-1877: Lodewijk III
- 1877-1892: Lodewijk IV
- 1892-1918: Ernst Lodewijk

### Mecklenburg(linieMecklenburg-Schwerin)
- 1842-1883: Frederik Frans II
- 1883-1897: Frederik Frans III
- 1897-1918: Frederik Frans IV

### Mecklenburg(linieMecklenburg-Strelitz)
- 1860-1904: Frederik Willem
- 1904-1914: Adolf Frederik V
- 1914-1918: Adolf Frederik VI
  - 1918: Frederik Frans IV van Mecklenburg-Schwerin (plaatsvervanger)

### Oldenburg(Holstein-Gottorp)
- 1853-1900: Peter II
- 1900-1918: Frederik August

### Saksen-Weimar-Eisenach(Wettin)

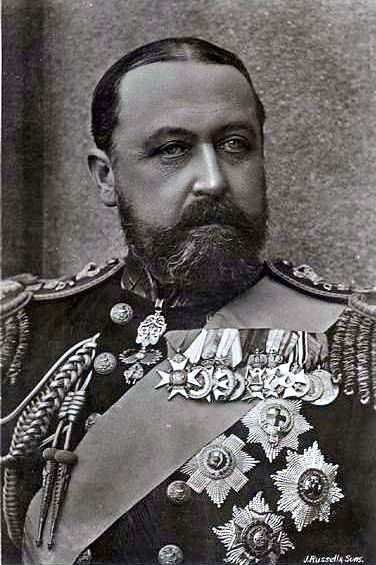
Alfred, hertog van Saksen-Coburg en Gotha

- 1853-1901: Karel Alexander
- 1901-1918: Willem Ernst

## Hertogen

### Anhalt(Ascaniërs)
- 1863-1871: Leopold IV
- 1871-1904: Frederik I
- 1904-1918: Frederik II
- 1918: Eduard
- 1918: Joachim Ernst
  - 1918: Aribert (regent namens Joachim Ernst)

### Brunswijk(Welfen)
- 1831-1884: Willem (linie Wolfenbüttel)
  - 1884-1906: Albert van Pruisen (regent)
  - 1907-1913: Johan Albrecht van Mecklenburg (regent)
- 1913-1918: Ernst August (linie Hannover)

### Saksen-Altenburg(Wettin)
- 1853-1908: Ernst I
- 1908-1918: Ernst II

### Saksen-Coburg en Gotha(Wettin)
- 1844-1893: Ernst II
- 1893-1900: Alfred
- 1900-1918: Karel Eduard

### Saksen-Meiningen(Wettin)
- 1866-1914: George II
- 1914-1918: Bernhard III

## Vorsten

### Lippe(Lippe)
- 1851-1875: Leopold III
- 1875-1895: Woldemar
- 1895-1905: Alexander
- 1905-1918: Leopold IV (linie Lippe-Biesterfeld)

### Reuss oudere linie(Reuss)
- 1859-1902: Hendrik XXII
- 1902-1918: Hendrik XXIV
  - 1902-1908: Hendrik XIV van Reuss j.l. (regent namens Hendrik XXIV)
  - 1908-1918: Hendrik XXVII van Reuss j.l. (regent namens Hendrik XXIV)

### Reuss jongere linie(Reuss)
- 1867-1913: Hendrik XIV
- 1913-1918: Hendrik XXVII

### Schaumburg-Lippe(Schaumburg-Lippe)
- 1860-1893: Adolf (I) George
- 1893-1911: George
- 1911-1918: Adolf (II)

### Rudolstadt
- 1869-1890: George Albert
- 1890-1918: Günther Victor (vanaf 1909 in personele unie met Schwarzburg-Sondershausen)

### Schwarzburg-Sondershausen
- 1835-1880: Günther Frederik Karel II
- 1880-1909: Karel Günther
- 1909-1918: Günther Victor (in personele unie met Schwarzburg-Rudolstadt)

### Waldeck-Pyrmont
- 1845-1893: George Victor
- 1893-1918: Frederik

Anhalt · Baden · Beieren · Bremen · Brunswijk · Elzas-Lotharingen · Hamburg · Hessen · Lauenburg · Lippe · Lübeck · Mecklenburg-Schwerin · Mecklenburg-Strelitz · Oldenburg · Pruisen · Reuss jongere linie · Reuss oudere linie · Saksen · Saksen-Altenburg · Saksen-Coburg en Gotha · Saksen-Meiningen · Saksen-Weimar-Eisenach · Schaumburg-Lippe · Schwarzburg-Rudolstadt · Schwarzburg-Sondershausen · Waldeck · Württemberg